# Herb powiatu zgierskiego
Herb powiatu zgierskiego – jeden z symboli powiatu zgierskiego, ustanowiony 6 września 2002.

## Wygląd i symbolika
Herb przedstawia na tarczy dwudzielnej w pas z pięcioma cieniami w polu pierwszym złotym  od prawej strony godło herbu ziemi łęczyckiej (połulew czerwony i połuorzeł srebrny pod koroną) i godło ziemi rawskiej (orzeł czarny z majuskułową złotą literą R na piersi), a w polu dolnym czerwonym zgierski orzeł srebrny koronowany.